# Inschrift von Gnjosdowo

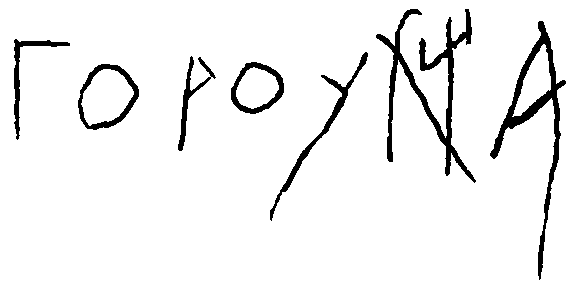
Inschrift von Gnjosdowo

Die Inschrift von Gnjosdowo  (russisch Гнёздово, wiss. Transliteration: Gnëzdovo) ist eine Inschrift auf einer Tonkanne aus der Mitte des 10. Jahrhunderts in kyrillischer Schrift.
Sie ist die älteste bekannte kyrillische Inschrift im Gebiet der Kiewer Rus und wurde in einem Hügelgrab in Gnjosdowo in Russland gefunden.
Die Inschrift besteht scheinbar aus dem Wort ГОРОУХЩА (GOROUCHSCHTSCHA), doch  gibt es auch andere Lesungen, wie z. B. ГОРОУНА (GOROUNA).  Die Bedeutung der ersten Lesung ist unklar, weil  das Wort sonst nicht belegt ist. Die  Bedeutung der zweiten Lesung wäre der Personenname 'Harun' im Genitiv: Haruns Amphore, was zu der Tatsache passen würde, dass die Amphore von der Krim stammt, wo Kaufleute verschiedener Herkunft ihre Niederlassungen hatten.